# B. J. 암스트롱
B. J. 암스트롱(B. J. Armstrong, 본명: 벤자민 로이 암스트롱 주니어, Benjamin Roy Armstrong Jr., 1967년 9월 9일 ~ )는 미국의 전직 프로 농구 선수이다. 암스트롱은 시카고 불스에서 포인트 가드로 활약하는 동안 NBA(전미 농구 협회) 챔피언십에서 세 번 우승했다.

## 어린 시절
암스트롱은 미시간주 디트로이트에서 태어나 미시간주 블룸필드 타운십에 있는 브라더 라이스 고등학교에 다녔다. 1985년에 졸업했다.

## 선수 경력

### 대학 경력
암스트롱은 아이오와 대학에서 졸업 후 517 어시스트 부문에서 호크아이스(Hawkeyes)의 역대 리더로서 빛나는 경력을 쌓았다. 현재 역대 6위에 랭크되어 있다. 그는 또한 학교 역대 도루 목록에서 6위(178), 총점(1,705)에서 4위를 차지했다. 6피트 2인치의 가드는 4년 동안 3점슛에서 0.443(307개 중 136개)을 기록했고 선배로서 평균 18.6득점과 5.4어시스트를 기록했다. 암스트롱은 1989년 5월 아이오와에서 학사 학위를 받았다.